# Dwór w Tułowicach
Dwór w Tułowicach – zabytkowy dwór w miejscowości  Tułowice (województwo mazowieckie).
Dwór wybudowany w  stylu klasycystycznym w 1800 według projektu Hilarego Szpilowskiego dla Franciszki Kucharskiej primo voto Karnkowskiej z domu Lasockiej. Od frontu znajduje się portyk z czterema kolumnami toskańskimi podtrzymującymi trójkątny fronton zawierający herb Dołęga  Lasockich z inicjałami FL (Franciszka Lasocka)
Obiekt jest częścią zespołu dworskiego z początku XIX w., w skład którego wchodzi jeszcze park.

Herb Dołęga